# جين وليم
جين وليم (بالإنجليزية: Ginn Hale)‏ (23 أبريل 1968 في الولايات المتحدة)؛ كاتِبة وروائية أمريكية.